# Ask (träd)
Ask (Fraxinus excelsior) är ett stort lövträd i familjen syrenväxter, som räknas till de ädla träden. Fullvuxna träd är omtalade för att deras löv slår ut med en skir grönska sist av alla (inhemska) lövträd. 
Ofta hävdas även att asken fäller sina blad först av alla lövträd om hösten. Det senare är dock något av en myt, se lövsprickning och lövfällning nedan.

## Historik
Asken kom till Sverige via Danmark omkring 6700 f. Kr. vid en tid då inlandsisen endast låg kvar i norra Norrlands inland. Tillsammans med andra ädellövträd spred den sig under värmetiden 6000-3000 f. Kr. upp över landet till i höjd med södra Lappland. Det kallare klimatet längre norrut förhindrade asken att föryngra sig.
Idag är asken Östergötlands landskapsträd.

## Utseende
Asken kan bli ett ståtligt träd på 30 meter i höjd respektive 7 meter i omkrets, med en tillväxt på 30 x 10 cm per år. Den har yvig, rundad krona, buren av en högrest kronstam med upp till 1,2 meters omkrets. Stammen är rak och når nästan ända upp till toppen. Barkens färg skiftar från gröngrå på unga plantor över ljusgrå till mörkt grå på vuxna träd. 
Bladen är, liksom rönnens, parbladiga med omkring 5 par cirka 8 cm långa småblad och ett uddblad längst ut, alla med sågtandformade kanter. 
I bladlöst tillstånd känns asken igen på tjocka kvistar och stora svarta knoppar, som något påminner om änden på en tändsticka. Grenarnas uppåtsträvande välvda form, med spetsig ände, gör att vintersiluetten skiljer sig från andra träd, möjligen med viss likhet till aspen med dess spetsiga grenar. Skillnaden dem emellan är för ett otränat öga hårfin, men askens form ger ett kraftigare intryck även på en ung planta och dess grenar är mer välvda till formen. Den kan bli upp till 250 år gammal i Sverige men i andra länder kan den bli upp till 500 år.

## Utbredning
Asken förekommer i Europa, Mindre Asien och Kaukasus. I Alperna förekommer den upp till en höjd av mellan 1400 och 1800 meter över havet, beroende på breddgrad. I Sverige går den så långt norrut som Värmland och Hälsingland, men ungträd växer naturligt så långt norr som i Umeå. I Norge växer de till Trondheimstrakten. I Finland förekommer asken främst i de sydligaste trakterna, förutom en liten skogsdunge som planterades av forstteknikern Anders S Klockars, som planterade träden 1937 i Malax, strax söder om Vasa. Vitsipporna som finns nära askbeståndet har Anders troligen också tagit med sig från forstinstitutet i Ekenäs där han studerade. 
På det europeiska fastlandet saknas arten endast i Portugal.
Asken växer framförallt på platser med riklig nederbörd och näringsrik kalkhaltig jord (med högt pH-värde), där den kan bilda frodiga skogar. Dess löv förmultnar till mycket och näringsrikt humusmaterial och bidrar till frodig undervegetation. Den goda växtligheten i marken som fordras för att asken ska etablera sig och som ökar med det humusmaterial lövmassan bidrar till, har lett till att just dess marker blivit uppodlade för andra ändamål, varpå asken har trängts undan.
De i Sverige växande askarnas stammar hade år 1994 en sammanlagd volym på 3,6 miljoner kubikmeter, vilket placerade den på plats 13 bland Sveriges vanligaste träd.

## Fortplantning
Asken är vanligtvis tvåbyggare, enskilda träd har antingen hanblommor eller honblommor. I enstaka fall förekommer att den är mångbyggare, med honblommor, hanblommor och tvåkönade blommor på samma träd, dock företrädesvis på olika grenar. Träden med enbart hanblommor blir som regel större än träd med honblommor. 
Blommorna utvecklas tidigare än bladen, liksom hos hassel, eftersom blomknopparna anlagts mot slutet av föregående vegetationsperiod. Pollenet sprids med vinden, utan hjälp av pollinerande insekter. Därför är det viktigt att det inte finns ett lövverk som hindrar spridningen. 
Bland våra vanliga lövträd har asken den senaste lövsprickningen och den tidigaste lövfällningen. Dess löv är känsliga för frost. Löven har också den ljusaste gröna färgen om våren och ljusa höstfärger i gul färgskala.
Blommorna saknar såväl kronblad som foderblad och sitter samlade i vippor som får sin färg av de violettbruna ståndarknapparna och fruktämnena. Det kan vara intressant att jämföra med den nära släktingen syren, som har en mycket iögonfallande blomma, med väl utvecklade kronblad. Skillnaden kommer av anpassning till olika pollineringssätt, insekter för syrenen och endast vinden för asken. 
Askens frukt är en nöt med en flera centimeter lång vinge. Frukterna hänger kvar efter lövfällningen, ibland över hela vintern. Det är också då det är enklast att se vilka träd som är hon- respektive hanblommande, och om enstaka grenar avviker från övriga trädet.
Fruktens vinge gör att den lossnar företrädesvis när vinden drar i den. När frukten har lösgjort sig gör vingen att den sakta singlar nedåt och så att vinden hinner föra den ett gott stycke bort från trädet innan den når marken.
Unga skott är känsliga för sen frost under våren.

## Användning
Askens virke, som också kallas aske, är lätt, hårt och segt, går lätt att böja och är ljust till färgen. Det används gärna till verktygshandtag och bandyklubbor och träskor. Det är också vanligt i parkettgolv och möbler. Fram till tidigt 1900-tal användes det också till spjut, skidor, stavar, yxskaft, hundslädar och hjulaxlar. Askvirkets egenskaper gör det också mycket väl lämpat till trädetaljerna i faltkajaker. Askträ var fram till 1980-talet det dominerande materialet i tennisracket-ramar.
Askträ har historiska anor inom skeppsbygge. Vikingarna kallades ibland av fransmän och tyskar för ”Ascomanni”, det vill säga ”de som seglar i skepp byggda av askträ”. Anglosaxare använde begreppet ”aesc” för att beskriva vikingarnas långskepp. Det var främst relingsbordet och dess främre, snidade och ornerade del, som var av ask. Skuldelevsskeppet  hade de tre översta borden av ask. I Danmark har man funnit skeppsrester av ask med 30 meter långa plankor. Dessa träd har sannolikt haft en ursprunglig diameter av omkring 1,2 meter.
Den brittiska biltillverkaren Morgan använder ännu askträ i stommarna till sina bilar. Ask är även vanligt i elgitarrkroppar.
Virket brinner bra, även när det är färskt, och är utmärkt som brasved. 
Under tidigare århundraden var asken något av ett favoritträd i planteringar. Den är fortfarande ganska vanlig som vårdträd på enskilda gårdar samt i parker och alléer. Den är lämplig att kombinera med gräsmattor eftersom den släpper igenom ganska mycket ljus. Den är också ganska tålig för beskärning. 
Frukterna sitter kvar länge och är bra vinterföda till fåglar. På våren blir de stora knopparna mat till harar och hjortar.
Dess bark användes för att skriva meddelanden med runor och i dekokter mot problem med njurarna.
I England användes asken för att förutspå vädret.

### Medicinsk användning
Inom folkmedicinen anses asken ge en viktig ingrediens i hostmedicin som smakförbättrande medel. Den används också mot väderspänning tillsammans med kummin och fänkål, samt för ökad mjölkproduktion hos ammande. Det är växtens innehåll av eterolja med anetol och metylkavikol samt små mängder av anisaldehyd, anissyra och dianetol, som tillskrivs egenskaper som slemlösande, hostdämpande, kramplösande, väderdelande, matsmältningsbefrämjande och mjölkdrivande. Använd del är askens klyvfrukt. 

## Lövsprickning och lövfällning
Asken är omtalad för att "slå ut sist av alla lövträd på våren samt att fälla sina blad först av alla lövträd på hösten". Men det är en sanning med modifikation. Helt klart är att fullvuxen ask (med höjd över 30 meter och med en diameter i brösthöjd av åtminstone en meter) är "sist ut" under vårens lövsprickning, gällande alla inhemska lövträd. Däremot kan icke fullvuxna träd, slå ut före t.ex. ekar av samma storlek. Men askens rykte som första lövfällande träd på hösten stämmer knappast alls, oavsett trädets storlek. Askens lövfällning är mycket tydligt knuten till frostnätter, främst efter höstdagjämningen. I slutet av september kan trädet klara enstaka frostnätter, men från mitten av oktober fälls löven typiskt under den andra eller tredje "riktiga" frostnatten *. Notabelt är att trädet (d.v.s. varje individ) fäller samtliga sina löv under en och samma natt, samt att löven faller av gröna. Till skillnad från de flesta andra lövträd antar asken inga "höstfärger". Björk, bok, lind och alm är exempel på lövträd som alla kan fälla sina blad före asken. Och uteblir nattfrosten kan asken stå grön en god bit in i november. 
*/ Med "riktig" nattfrost bortses från fenomen som lätt markfrost, nätter där temperaturen faller under fryspunkten endast en del av natten samt lätt frost i extremt torr luft. Lövknippenas grenfästen måste hinna kristalliseras för att i detta sammanhang kunna räknas som "riktig" frostnatt.

## Mytologi och etymologi
I Eddan i nordisk mytologi är Yggdrasil ett träd som bär upp och omger hela världen, en ask, under vilken gudarna håller ting. Nornorna skyddar trädet genom att ösa sand och vatten över dess grenar.
Oden skapade den förste mannen, Ask, av trä från en ask. 
I fornnordiskan hade askr flera andra betydelser: ask (bytta), båt, spjut och krigare.

## Hot
I hela Europa hotas asken av askskottsjuka. Svampen Hymenoscyphus fraxineus angriper först de unga skotten och sprider sig sedan ned längs grenarna så att trädet till sist dör. Svampens sporer sprids med hjälp av vinden.
"Asken är kraftigt drabbad av askskottsjukan, och även om vissa askar har en förstärkt motståndskraft så är inga resistenta träd kända. Detta medför en risk för en mycket snabb utslagning av större delen av det svenska askbeståndet. I Sverige finns få undersökningar av situationen för asken, varför vi i dagsläget inte vet hur allvarlig situationen är. Bedömningen är gjord utifrån en , det är mycket troligt att situationen är betydligt värre. Många askträd är idag angripna av svampen eller har redan dött. Askpopulationen kommer att minska kraftigt till följd av sjukdomen. Askskottsjuka orsakas av svampen Hymenoscyphus fraxineus vars sporer sprids med hjälp av vinden. Svampen angriper först de unga skotten. Angreppen liknar frostskador och sprider sig senare ned längs grenarna. Angreppen på grenarna växer in till stammen och orsakar stamnekroser, dvs. sår på stammen. När såren når runt stammen dör den del av trädet som finns ovanför såret. Angreppen kan leda till att såväl små plantor som stora träd dör. Askskottsjukan började i Polen och Litauen för tio år sedan. Nu är ungefär 60-80% av askbeståndet i dessa länder döda. Askskottsjukan sprider sig i norra Europa och har nu påvisats i Sverige, Danmark, Tyskland, Österrike, Slovenien, Finland och Norge. I Sverige är asken kraftigt drabbad av askskottsjuka som angriper asken i hela dess utbredningsområde. Det medför en risk för en mycket snabb utslagning av större delen av det svenska askbeståndet. Asken är mycket viktig för den biologiska mångfalden som helhet. En rad hotade arter är knutna till asken t.ex. askpraktbaggen, askvårtlav, askticka och asknätfjäril. Andra arter har asken som sitt huvudsakliga substrat. När askpopulationen minskar finns en ökad risk att dessa arter försvinner."